# Modletický dům
Modletický dům je renesančně-barokní a také klasicistní dům, který se nachází ve městě Slaný, čp. 14, na rozmezí ulic Vinařického a Štechovy. Jde o jeden z nejstarších dochovaných domů ve městě. Je chráněn jako kulturní památka České republiky. Jedná se o dvoukřídlou stavbu se sklenutou bránou. Její součástí je arkýř a renesanční kamenný portál s několika sochami.
Původní stavba vznikla koncem 13. století. V 16. století se zde vyrábělo pivo. V 21. století prošel dům rekonstrukcí a v současné době se v budově vaří pivo Antoš.